# Gustav Larsson
Gustav Erik Larsson (Gemla, 20 de setembro de 1980) é um ciclista profissional da Suécia.